# إيه 24
إيه 24  هي شركة أمريكية تأسست في 20 آب / أغسطس 2012، من قبل دانيل كاتز، ديفيد فنكل وجون هودجز ويقع مقرها في مدينة نيويورك. الشركة متخصصة في توزيع الأفلام والإنتاج السينمائي و الإنتاج التلفزيوني.
ذاع صيت الشركة في أمريكا بعد توزيع الافلام إكس ماكينا و الغرفة في جميع أنحاء العالم . بعدها  دخلت الشركة  في صفقات توزيع مع دايركت السينما وامازون برايم في أواخر عام 2013 .
اعتبارا من عام 2018 ،تلقت الشركة  أربعة وعشرين ترشيحا لجائزة الأوسكار . في عام 2016,  فاز فيلم الغرفة بالاوسكار أفضل ممثلة (بري لارسون ), أفضل فيلم وثائقي (إيمي) و أفضل تأثيرات بصرية (إكس ماكينا). في عام 2017   ضوء القمر فاز بجائزة الأوسكار لأفضل فيلم (أول جائزة أفضل فيلم للشركة), أفضل سيناريو مقتبس وأفضل ممثل مساعد (ماهرشالا علي). 

## روابط خارجية
- إيه 24 على موقع IMDb (الإنجليزية)